# I Krajowy Festiwal Piosenki Polskiej w Opolu
I Krajowy Festiwal Piosenki Polskiej w Opolu (I KFPP) – odbył się od 19 do 23 czerwca 1963.
W czasie trwania festiwalu odbyło się 15 koncertów i recitali, w których wzięło udział 102 wykonawców. Przewodniczącym jury był Stefan Kisielewski. Imprezy towarzyszące odbyły się m.in. w Klubie Międzynarodowej Książki i Prasy i Teatrze Lalki i Aktora w Opolu, gdzie np. występowali artyści kabaretu literackiego „Piwnica pod Baranami”.
Odkryciem I KFPP okazała się Ewa Demarczyk, studentka i artystka „Piwnicy pod Baranami”. Demarczyk otrzymała nagrodę indywidualną za wykonanie piosenki estradowo-artystycznej. Nagrodę otrzymał również Zygmunt Konieczny, kompozytor wykonywanych przez nią piosenek: „Karuzela z madonnami”, „Taki pejzaż” i „Czarne anioły”.
Na pierwszym koncercie w Amfiteatrze Tysiąclecia wystąpiło 22 wykonawców, m.in.: Tadeusz Chyła, Ewa Demarczyk, Katarzyna Bovery, Mieczysław Friedel, Mieczysław Święcicki i Krystyna Konarska.
20 czerwca odbył się koncert, prowadzony przez Jacka Fedorowicza i Piotra Skrzyneckiego, podczas którego śpiewali: m.in. Bohdan Łazuka, Andrzej Stockinger, Katarzyna Bovery i Krystyna Konarska. 21 czerwca, w trzecim dniu festiwalu, prezentowano piosenkę wojskową i studencką. W amfiteatrze występował m.in. Zespół Estradowy Wojska Polskiego. Na innych koncertach swoje piosenki przedstawiały studenckie kabarety. Po rewii piosenek prezentowanych podczas koncertu odbywającego się 23 czerwca, ogłoszono werdykt jury.

## Laureaci[3]

### Nagrody indywidualne
1. Jarosław Abramow i Agnieszka Osiecka – za piosenkę estradowo-artystyczną „Piosenka o okularnikach”
2. Ewa Demarczyk – za wykonanie piosenki estradowo-artystycznej („Czarne anioły”)
3. Jerzy Kaszycki i Tadeusz Śliwiak – za piosenkę taneczno-rozrywkową „Jeśli chcesz, proszę wstąp” (wykonanie: Hanna Konieczna)
4. Bohdan Łazuka – za wykonanie piosenki taneczno-rozrywkowej („Dzisiaj, jutro, zawsze” – muz. Wojciech Piętowski, sł. Andrzej Tylczyński)

nagroda specjalna
- Zygmunt Konieczny – nagroda specjalna za kompozycje i aranżacje piosenek „Karuzela z madonnami”, „Pejzaż”, „Czarne anioły”

### Nagrody zespołowe
1. Lux-Combo
2. New Orleans Stompers
3. Niebiesko-Czarni
4. Piwnica pod Baranami
5. Studencki Teatr Satyryków
6. Zespół Brodaczy
7. Zespół Śląskiej Estrady Wojskowej
8. Czerwono-Czarni

### Wyróżnienia
1. Katarzyna Bovery
2. Elżbieta Burakowska
3. Michaj Burano
4. Krystyna Chimanienko
5. Tadeusz Chyła
6. Bogdan Czyżewski
7. Urszula Dudziak
8. Mieczysław Friedel
9. Krystyna Konarska
10. Hanna Konieczna
11. Krystyna Maciejewska
12. Helena Majdaniec
13. Zofia Merle
14. Janina Ostala
15. Rena Rolska
16. Karin Stanek
17. Mieczysław Święcicki
18. Jadwiga Świrtuń
19. Kazimiera Utrata-Lusztig
20. Kajetan Wojciechowski
21. Elżbieta Ziółkowska

### Wyróżnienie za teksty piosenek wojskowych
1. Bruno Miecugow

### Wyróżnienia dla piosenek
1. Autostop (Marczewski; wykonanie: Karin Stanek)
2. Bal u Zuzi (Wieczorek, Stawecki)
3. Ballada cygańska (Święcicki, Ficowski; wykonanie: Michaj Burano)
4. Ballada o krowie (Chyła, Szydłowski; wykonanie: Tadeusz Chyła)
5. Białe szaleństwo (Lusztig, Osiecka; wykonanie: Kalina Jędrusik)
6. Brydżowa ballada (Chyła, Fiszer; wykonanie: Tadeusz Chyła)
7. Charleston (Piętowski, Tylczyński; wykonanie: Bohdan Łazuka)
8. Chcę spotkać cię (Wójcik, Jakowska)
9. Chłopiec z gitarą (Janikowski, Patuszyński; wykonanie: Karin Stanek)
10. Chyba tak (Abramow, Fedecki; wykonanie: Barbara Rylska)
11. Colt (Hertel, Słowikowski; wykonanie: Luxemburg Combo)
12. Corrida (Klimczuk, Choiński – Gałkowski)
13. Czarna Mańka (Lusztig, Osiecka)
14. Czerwony Kapturek (Rudziński, Osiecka; wykonanie: STS)
15. Deszcz (Wasowski, Przybora)
16. Dowódca to ja (Miecugow)
17. Gdzie jest szlagier (Lusztig, Osiecka; wykonanie: Zofia Merle)
18. Iwan, gdzie twoje kwiatki (Klimowski)
19. Jeszcze nie wiem (Leśnica, Sadowski)
20. Kierownik kina (Abramow, Jarecki; wykonanie: STS)
21. Kochankowie z ulicy Kamiennej (Solarz, Osiecka; wykonanie: Elżbieta Czyżewska i Zespół STS)
22. Liliput (Prejzner, Dzikowski; wykonanie: Janina Ostala)
23. Nie zapięty guzik (Andrzej Żarnecki; wykonanie: Andrzej Żarnecki)
24. Niełatwe są takie rozstania (Kania, Waligórski; wykonanie: Elżbieta Ziółkowska, Zdzisław Półtorak)
25. Poczta X (Sent, Walet)
26. Pod Papugami (Święcicki, Choiński – Gałkowski; wykonanie: Czesław Niemen)
27. Poker (Matuszkiewicz)
28. Pożegnanie szansonistki (Orłów, Młynarski; wykonanie: Wojciech Młynarski)
29. Rudy rydz (Fedorowicz, Hosper; wykonanie: Helena Majdaniec)
30. Solo na kontrabasie (Solarz, Osiecka; wykonanie: Zespół STS)
31. Taka sobie miłość (Winkler, Gaertner)
32. Takie masz oczy zielone (Konieczny, Kubiak; wykonanie: Ewa Demarczyk)
33. To było tak (Wasowski, Przybora; wykonanie: Bohdan Łazuka)
34. Ulica Żabia (Wojciech Młynarski; wykonanie: Wojciech Młynarski)
35. Ulice wielkich miast (Wróblewski, Osiecka; wykonanie: Urszula Dudziak)
36. Zabawa w Sielance (Zespół STS)
37. Zapomniane tango (Abratowski)